# محوطه ایلانلی داغ
محوطه ایلانلی داغ مربوط به هزاره اول - دوران‌های تاریخی پس از اسلام است و در شهرستان مشگین‌شهر، بخش مرکزی، روستای قره‌باغلار واقع شده و این اثر در تاریخ ۷ مهر ۱۳۸۱ با شمارهٔ ثبت ۶۱۹۰ به‌عنوان یکی از آثار ملی ایران به ثبت رسیده است.